# Vicegovernatore delle Hawaii
Il Vicegovernatore delle Hawaii (ufficialmente: Lieutenant Governor of Hawaii) è è il vice amministratore delegato dello stato americano delle Hawaii e delle sue varie agenzie e dipartimenti, come previsto dall'Articolo V, Sezioni da 2 a 6 della Costituzione delle Hawaii.

## Lista dei vicegovernatori
Partiti:
  Democratico (13)
  Repubblicano (2)
| N. | Foto      | Vicegovernatore                   | Carica                            | Carica                           | Mandato   | Governatore | Governatore      |
| N. | Foto      | Vicegovernatore                   | Inizio                            | Termine                          | Mandato   | Governatore | Governatore      |
| -- | --------- | --------------------------------- | --------------------------------- | -------------------------------- | --------- | ----------- | ---------------- |
| 1  |           | James Kealoha (1908-1983)         | 21 agosto 1959                    | 2 dicembre 1962                  | 1 (1959)  |             | William F. Quinn |
| 2  |           | William S. Richardson (1919-2010) | 2 dicembre 1962                   | 2 dicembre 1966                  | 2 (1962)  |             | John A. Burns    |
| 3  |           | Thomas Gill (1922-2009)           | 2 dicembre 1966                   | 2 dicembre 1970                  | 3 (1966)  |             | John A. Burns    |
| 4  |           | George Ariyoshi (1926-)           | 2 dicembre 1970                   | 2 dicembre 1974                  | 4 (1970)  |             | John A. Burns    |
| 5  |           | Nelson Doi (1922-2015)            | 2 dicembre 1974                   | 2 dicembre 1978                  | 5 (1974)  |             | George Ariyoshi  |
| 6  |           | Jean King (1925-2013)             | 2 dicembre 1978                   | 2 dicembre 1982                  | 6 (1978)  |             | George Ariyoshi  |
| 7  |           | John D. Waiheʻe (1946-)           | 2 dicembre 1982                   | 2 dicembre 1986                  | 7 (1982)  |             | George Ariyoshi  |
| 8  |           | Ben Cayetano (1939-)              | 2 dicembre 1986                   | 2 dicembre 1994                  | 8 (1986)  |             | John D. Waiheʻe  |
| 8  | 9 (1990)  | Ben Cayetano (1939-)              | 2 dicembre 1986                   | 2 dicembre 1994                  |           |             | John D. Waiheʻe  |
| 9  |           | Mazie Hirono (1947-)              | 2 dicembre 1994                   | 2 dicembre 2002                  | 10 (1994) |             | Ben Cayetano     |
| 9  | 11 (1998) | Mazie Hirono (1947-)              | 2 dicembre 1994                   | 2 dicembre 2002                  |           |             | Ben Cayetano     |
| 10 |           | Duke Aiona (1955)                 | 4 dicembre 2002                   | 6 dicembre 2010                  | 12 (2002) |             | Linda Lingle     |
| 10 | 13 (2006) | Duke Aiona (1955)                 | 4 dicembre 2002                   | 6 dicembre 2010                  |           |             | Linda Lingle     |
| 11 |           | Brian Schatz (1972-)              | 6 dicembre 2010                   | 26 dicembre 2012                 | 14 (2010) |             | Neil Abercrombie |
| 12 |           | Shan Tsutsui (1971-)              | 27 dicembre 2012 1º dicembre 2014 | 1º dicembre 2014 31 gennaio 2018 | 14 (2010) |             | Neil Abercrombie |
| 12 | 15 (2014) | Shan Tsutsui (1971-)              | 27 dicembre 2012 1º dicembre 2014 | 1º dicembre 2014 31 gennaio 2018 |           | David Ige   |                  |
| 13 |           | Doug Chin (1966-)                 | 2 febbraio 2018                   | 3 dicembre 2018                  |           | David Ige   |                  |
| 13 | 16 (2018) | Doug Chin (1966-)                 | 2 febbraio 2018                   | 3 dicembre 2018                  |           | David Ige   |                  |
| 14 |           | Josh Green (1970-)                | 3 dicembre 2018                   | 5 dicembre 2022                  |           | David Ige   |                  |
| 14 | 17 (2022) | Josh Green (1970-)                | 3 dicembre 2018                   | 5 dicembre 2022                  |           | David Ige   |                  |
| 15 |           | Sylvia Luke (1967-)               | 5 dicembre 2022                   | in carica                        |           |             |                  |
| 15 | 18 (2022) | Sylvia Luke (1967-)               | 5 dicembre 2022                   | in carica                        |           | Josh Green  |                  |